# Citizenship in a Republic
Citizenship in a Republic es el título de un discurso pronunciado por Theodore Roosevelt, expresidente de los Estados Unidos, en la Sorbona de París, Francia, el 23 de abril de 1910.
Un pasaje notable del discurso se conoce como «El hombre en la arena» (The Man in the Arena en inglés):

«No es el crítico quien cuenta; ni aquél que señala cómo el hombre fuerte se tambalea, o dónde el autor de los hechos podría haberlo hecho mejor.
El reconocimiento pertenece al hombre que está en la arena, con el rostro desfigurado por el polvo y el sudor y la sangre; quien se esfuerza valientemente; quien erra, quien da un traspié tras otro, pues no hay esfuerzo sin error ni fallo; pero quien realmente se empeña en lograr su cometido;
quien conoce grandes entusiasmos, las grandes devociones;
quien se consagra a una causa digna; quien en el mejor de los casos encuentra al final el triunfo inherente al logro grandioso, y quien en el peor de los casos, si fracasa, al menos fracasa atreviéndose en grande, de manera que su lugar jamás estará entre aquellas almas frías y tímidas que no conocen ni la victoria ni la derrota.»

A menudo se denomina «hombre en la arena» a alguien que participa activamente en una situación que requiere valor, habilidad o tenacidad, en contraposición a alguien que se sienta al margen y observa.

## En la cultura popular
El pasaje de «El hombre en la arena» fue citado por otro presidente estadounidense, Richard Nixon, tanto en su discurso de victoria del 6 de noviembre de 1968 como en su discurso de dimisión a la nación el 8 de agosto de 1974:

A veces he tenido éxito y a veces he fracasado, pero siempre me ha animado lo que Theodore Roosevelt dijo una vez sobre el hombre en la arena, «cuyo rostro está manchado por el polvo, el sudor y la sangre [...].»

Nelson Mandela entregó una copia de este discurso a François Pienaar, capitán de la selección sudafricana de rugby, antes del comienzo de la Copa del Mundo de Rugby de 1995, en la que el equipo sudafricano acabó derrotando a los All Blacks de Nueva Zelanda, grandes favoritos. En la película basada en estos acontecimientos, se utiliza en su lugar el poema «Invictus».
La académica estadounidense Brené Brown cita el fragmento en el especial de Netflix The Call to Courage; también utilizó una versión algo abreviada de la cita en su charla TED de marzo de 2012 «Listening to Shame» («Escuchando a la vergüenza»), y posteriormente como inspiración para el título de su libro Daring Greatly (2012).